# Simone Dell'Agnello
Simone Dell'Agnello, född 22 april 1992 i Livorno, är en italiensk fotbollsspelare som sperlar för Barletta, på lån från Livorno.

## Karriär
Simone Dell'Agnello inledde karriären i Livornos ungdomsverksamhet. Han hann dock aldrig debutera för a-laget för redan som 15-åring upptäcktes han av Inter 2007. Inter fick han omedelbart spela med 17-åringarna i Allevi Nazionali där han gjorde elva mål, tredje bäst i laget. Säsongen efter dubblade han den skörden till 22, bäst i laget. 2009-2010 flyttades han upp till klubbens Primavera-lag, där han fick agera inhoppare bakom Mattia Destro och Denis Alibec. Sommaren 2010 fick Dell'Agnello spela ett par matcher med a-laget, bland annat Pirelli Cup där Inter slog Manchester City. Den följande säsongen, 2010-2011, gjorde Dell'Agnello 15 mål, återigen bäst i laget. Dell'Agnello gjorde också sju mål i Torneo di Viareggio, bland annat i finalen i hemstaden Livorno, och utstågs till turneringens Golden Boy, som dess mest värdefulle spelare. Dell'Agnello togs under våren 2011 ut till ett par matcher med a-laget, men fick aldrig spela.
Sommaren 2011 återvände Dell'Agnello till sin hemstad och moderklubb, Livorno på delägarskap. Han gjorde sin tävlingsdebut i Coppa Italia i förlustmatchen mot Chievo. I november skadade Dell'Agnello korsbandet i höger knä, vilket innebar att säsongen för hans del var över. Trots skadan köpte Livorno loss Inters del av spelaren i en affär där även Luca Siligardi blev helägd av den toskanska klubben, medan Inter tog över hela ägandet av Francesco Bardi. Dell'Agnello gjorde sitt första mål för Livorno, tillika sitt första a-lagsmål, då han som inhoppare fastställde slutresultatet 1-4 borta mot Ascoli 10 november 2012.
Sommaren 2013 lånades Dell'Agnello ut till FC Südtirol. I mars 2014 skadade Dell'Agnello under en träning korsbandet i höger knä, och hans säsong var därmed över. Under sommaren 2014 gjordes övergången permanent.
Inför den kommande säsongen, 2014/2015, lånades Dell'Agnello återigen ut, den här gången till Barletta tillsammans med klubbkamraten Riccardo Regno.

## Landslag
Simone Dell'Agnello inledde sin internationella karriär som 15-åring i Italiens u16-landslag 2007. Dell'Agnello har representerat Italien på de flesta ungdomsnivåer, bland annat i u17-VM 2009, men har ännu inte fått chansen i u21-laget.

## Meriter
- Mästare i Torneo di Viareggio: 1

2011 (Inter)